# 화남면 (영천시)
화남면(華南面)은 대한민국 경상북도 영천시 북부에 위치한 면이다. 특산물은 머루 포도이다. 넓이는 79.4km2이고, 인구는 2013년 기준으로 3,252명이다.

## 행정 구역
| 법정리 | 행정리                    |
| ------ | ------------------------- |
| 구전리 | 구전리                    |
| 귀호리 | 귀호1리, 귀호2리          |
| 금호리 | 금호1리, 금호2리          |
| 대천리 | 대천1리, 대천2리          |
| 사천리 | 사천1리, 사천2리          |
| 삼창리 | 삼창1리, 삼창2리, 삼창3리 |
| 선천리 | 선천1리, 선천2리, 선천3리 |
| 신호리 | 신호1리, 신호2리          |
| 안천리 | 안천1리, 안천2리, 안천3리 |
| 온천리 | 온천리                    |
| 용계리 | 용계리                    |
| 월곡리 | 월곡1리, 월곡2리          |
| 죽곡리 | 죽곡1리, 죽곡2리          |

## 교육 기관
| 학교명           | 소재지               | 비고 |
| ---------------- | -------------------- | ---- |
| 지곡초등학교     | 화남면 천문로 1597-5 |      |
| 산\|동중학교     | 화남면 천문로 1709   |      |
| 영천전자고등학교 | 화남면 천문로 1709   |      |